# Gaye Su Akyol
Gaye Su Akyol (Istanboel, 30 januari 1985) is een Turkse zangeres, schilder en antropologe.

## Biografie
Gaye Su Akyol voltooide in 2007 haar studie culturele antropologie aan de Yeditepe universiteit. Haar schilderijen werden zowel in Turkije als daarbuiten tentoongesteld. Akyol was lid van de bands Mai (2004) en Toz Ve Toz (2007). In 2009 vormde ze met Tuğçe Şenoğul het duo Seni Görmem. Vervolgens begon Akyol een solocarrière en bracht in 2014 haar eerste album uit.

## Muziek
In de nummers van Akyol zijn invloeden van psychedelische rock, Anatolische muziek en surfrock te herkennen.

## Discografie
- Develerle Yaşıyorum (2014)
- Hologram İmparatorluğu (2016)
- İstikrarlı Hayal Hakikattir (2018)
- Anadolu Ejderi (2022)